# Saçbağli Sultan
Leyla Saçbağli Sultan (En turco otomano: سلطان ساچباگلی; "bella como la noche") (Cáucaso Septentrional, c.1629 — Estambul, c.1694) fue una de las ocho Haseki que tuvo Ibrahim I.

## Vida
Los historiadores en general aceptan que ella provenía del Cáucaso Septentrional. La teoría normalmente aceptada es que ella era una descendiente de Mahidevran Hatun, una consorte de Solimán el Magnífico (r. 1520 – 1566). El rumor se esparció por muchos lados hasta que llegó a oídos del Khan de Crimea, quien mandó a secuestrarla pagando miles de bolsas de oro a los Tártaros. Ellos la llevaron con el Khan y esté la entrenó hasta que la llevó a Estambul y la presentó ante Kösem Sultan y está se la dio a su hijo Ibrahim como un regalo especial.
Otra teoría dice que simplemente era una mujer ordinaria secuestrada en una incursión otomana y que era dama de honor de Fatma Sultan, una de las hermanas de Ibrahim. Él se fijó en ella y la tomó como su concubina.
En 1644 dio a luz a su primer hijo  Şehzade Selim, convirtiéndose en su quinta Haseki. Más tarde dio a luz a Bican Sultan, y se cree que pudo tener dos hijos más, pero debido a la pérdida de archivos esto no se sabe. Leyla parece no haber sido una consorte importante, y es qué a pesar de dar a luz a dos hijos, uno de estos potencial heredero al trono, los embajadores de la época relatan que era una consorte políticamente insignificante y que sólo se preocupaba de la crianza de sus hijos. 
Tras la deposición y ejecución de Ibrahim, Saçbağli fue expulsada al Palacio Viejo junto a su hija. Mientras que su hijo fue encerrado junto a sus medios hermanos en los famosos Altin Kafes, ubicados en el harén. Según un embajador veneciano que escribió una carta en 1656, Leyla planeó en secreto poner a su hijo en el trono pero no recibió mucho apoyo debido a su bajo estatus, posteriormente fue descubierta por un eunuco de Turhan Sultan, y casi fue expulsada de Estambul, pero esto carece de validez y puede simplemente haber sido una broma de mal gusto.
Cuando Selim contaba con 25 años, cayó gravemente enfermo a mediados de septiembre de 1669. Finalmente murió al siguiente mes, en octubre. El privy purse registró que se contagió de Viruela por un sirviente que le entregó su comida. El funeral de Selim se llevó a cabo el 30 de octubre con medidas resguardadas. El funeral fue altamente atendido por distintos embajadores que indicaron que Mehmed IV se veía muy afectado por la muerte de su hermano. En sus cartas, los embajadores destacan la inteligencia y amabilidad que tenía Selim y qué lamentaban la pérdida de una persona genuina como él.

## Muerte
Luego de la muerte de Selim recibió una pensión y ayuda por parte del sultán. Leyla Saçbağli siguió permaneciendo en el Palacio Viejo hasta su muerte en 1694 por causas naturales. Fue la última consorte de Ibrahim en morir, ella fue enterrada en el mausoleo de su esposo en Santa Sofía.

## Descendencia
- Şehzade Selim (19 de marzo de 1644 — Octubre de 1669);
- Bican Sultan (c.1649 — ¿?), se le propuso matrimonio con Kuloğlu Musahıp Mustafa Paşa, pero él la rechazó (más tarde se casaría con la hija de Mehmed IV, Hatice Sultan, en 1675). Bican se casó con Cerrah Kasım Paşa, en enero de 1666. Se sabe que tuvieron descendencia y que Bican seguía viva después de la muerte de su madre. Muchas fuentes indican que ella nació meses después de la muerte de su padre.